# Aloys Felke

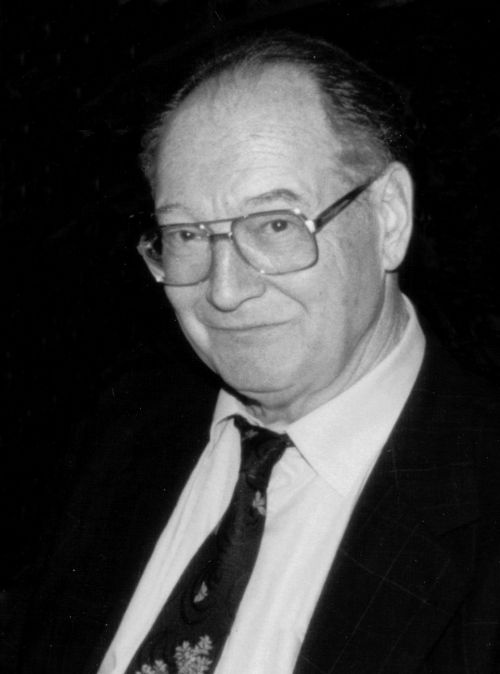
Aloys Felke

Aloys Felke (* 20. Februar 1927 in Laufersweiler; † 13. Januar 1997 in Sohren) war ein deutscher Unternehmer und Politiker in Rheinland-Pfalz. Er war für die CDU Abgeordneter im Landtag.

## Leben
Aloys Felke wurde als ältester von drei Söhnen des Hunsrücker Unternehmers Michael Felke und dessen Frau Maria, geb. Oberst in Laufersweiler im Hunsrück geboren. 1933 siedelte er mit seiner Familie ins benachbarte Sohren, wo sein Vater ein Möbelproduktionsunternehmen aufbaute.
Ab 1944 war Felke als Soldat in Frankreich stationiert. Von 1945 bis 1948 war er in amerikanischer, dann in französischer Kriegsgefangenschaft.  1949 konnte er das Abitur nachholen.
Von 1952 bis 1956 studierte Aloys Felke an der Universität zu Köln Betriebswirtschaftslehre. Neben seinen zwei Brüdern Walter und Günter Felke stieg er ab 1956 als Diplom-Kaufmann in das väterliche Unternehmen, die Felke Möbelwerke ein. Bis 1970 war auch sein Onkel Franz Felke als Technischer Direktor der Werke dort tätig.
Aloys Felke war verheiratet und Vater von zwei Kindern.

## Politische Laufbahn
Seit Anfang der 1960er Jahre betätigte sich Aloys Felke verstärkt im kommunalpolitischen Bereich. 1960 bis 1969 war er Mitglied des Kreistages im ehemaligen Landkreis Zell und von 1969 bis 1974 im Kreistag des Rhein-Hunsrück-Kreises. 1965 war Felke Gründungsmitglied und stellvertretender Vorsitzender des CDU-Ortsverbandes Sohren-Büchenbeuren dem zunächst insgesamt 13 Gemeinden angehörten und ab 1971 Vorsitzender des Ortsverbandes.
1969 bis 1971 war Felke Landtagsabgeordneter des Landes Rheinland-Pfalz und vertrat dort als Nachrücker von Klaus Bremm den Rhein-Hunsrück-Kreis.
Im Rahmen der Gebietsreform 1970 setzte sich Felke innerhalb der Verbandsgemeinde Sohren-Büchenbeuren und als Landtagsabgeordneter in Mainz für die Einrichtung der Großverbandsgemeinde Kirchberg-Sohren-Büchenbeuren ein, wofür er in Sohren und Büchenbeuren stark kritisiert wurde. Als Vertreter der Verbandsgemeinde Sohren-Büchenbeuren stimmte er in einer Sitzung der Verbandsgemeindevertretung gegen die von der Verwaltung entworfene Resolution „pro VG“. Er positionierte sich damit gegen den Erhalt der Verbandsgemeinde Sohren-Büchenbeuren unter Eingliederung der Nachbargemeinden Laufersweiler, Krummenau und Horbruch. Neben Felke stimmte lediglich ein weiterer Verbandsgemeindevertreter gegen die Resolution, die mit großer Mehrheit vom Gemeinderat angenommen wurde. Felke begründete seine Position damit, dass man „der allgemeinen Fusions- und Vergrößerungstendenz“ folgen müsse.
Nach der Beschließung der Gebietsreform im Dezember desselben Jahres, wurde die Verwaltung trotz des Gemeinderatsbeschlusses der Resolution „pro VG“ nach Kirchberg verlegt. Aloys Felke wurde zum ersten Beigeordneten der neuen Verbandsgemeinde Kirchberg gewählt, dessen Amt er bis zu seinem Tod im Jahr 1997 inne behielt.

## Außerpolitisches Engagement
Neben der Führung des Unternehmens und seinem politischen Engagement war Aloys Felke außerdem in mehreren weiteren Verbänden tätig:
- 1967–1995: Aufsichtsrat Volksbank Kirchberg-Hunsrück
- 1970–1979: Kirchensteuerrat der Diözese Trier.
- Aufsichtsrates der Allgemeinen Ortskrankenkasse Zell-Simmern

## Ehrungen
- 1984: Ehrennadel des Landes Rheinland-Pfalz[6]
- 1995: Verdienstmedaille des Verdienstordens der Bundesrepublik Deutschland[6]